# Madonna Wayne Gacy
Madonna Wayne Gacy es el nombre artístico de Stephen Gregory Bier Jr. (Fort Lauderdale, Florida, 6 de marzo de 1964), quien era el teclista de Marilyn Manson. 
Su nombre es tomado de la cantante Madonna y el asesino en serie John Wayne Gacy. También es llamado Pogo, el nombre de payaso de John Wayne Gacy. También toca: piano, saxofón, sintetizadores, percusiones electrónicas, etc.
Es responsable de muchos de los significados cabalísticos y numerológicos de los álbumes de Manson.
Gacy no contribuyó en el reciente álbum de Marilyn Manson, Eat me, Drink Me y mencionó que regresaría a su hogar en Florida. Fue remplazado por Chris Vrenna en el tour de Rape of the World Tour y en Everyone Will Suffer Now.
El 2 de agosto de 2007, se informó de que Bier ha presentado una demanda contra Manson por no haber remunerado el "producto de asociación". Bier afirma que Manson ha derrochado las ganancias de la banda en una "preocupante y morbosa compra de objetos nazi y de taxidermia (incluyendo el esqueleto de una muchacha china)" y en varios otros artículos de lujo. Bier, a continuación, pasó a afirmar que Manson ha "ideado una campaña para expulsar a Bier de la banda y lo privan de su derecho". Los litigios se dice que comenzarán de inmediato. El 19 de diciembre de 2007, Manson presentó una demanda contra Bier, acusándolo de "incumplimiento de contrato".

## Discografía
- Portrait of an American Family
- Smells Like Children
- Antichrist Superstar
- Mechanical Animals
- Holy Wood (In the Shadow of the Valley Of Death)
- The Golden Age of Grotesque
- Lest We Forget

## Canciones escritas en Marilyn Manson
- Prelude (The Family Trip)
- Cyclops
- Dope Hat
- Sweet Tooth
- Sneak Eyes and Sissies
- Misery Machine
- Irresponsible Hate Anthem
- Cryptorchid
- Angel With the Scabbed Wings
- Kinderfeld
- Antichrist Superstar
- Man that You Fear
- Great Big White World
- Rock Is Dead
- Disassociative
- The Speed of Pain
- Posthuman
- User Friendly
- Fundamentally Loathsome
- The Last Day On Earth
- Coma White
- President Dead
- Cruci-Fiction in Space
- Diamonds & Pollen
- Thaeter
- Para-Noir
- Better of Two Evils